# La Légende de Zatoïchi : Le Fugitif
Série Zatoichi
La Légende de Zatoïchi : Un nouveau voyage
(1963) La Légende de Zatoïchi : Voyage sans repos
(1963)
Pour plus de détails, voir Fiche technique et Distribution.
La Légende de Zatoïchi : Le Fugitif (座頭市兇状旅, Zatōichi kyōjō tabi) est un film japonais réalisé par Tokuzō Tanaka et sorti en 1963. C'est le 4e film de la série des Zatoïchi,.

## Synopsis
Zatoïchi est traqué par un gang de yakuzas.

## Fiche technique
- Titre : La Légende de Zatoïchi : Le Fugitif
- Titre original : 座頭市兇状旅 (Zatōichi kyōjō tabi?)
- Titre anglais : Zatoichi the Fugitive[3]
- Réalisation : Tokuzō Tanaka
- Scénario : Seiji Hoshikawa (ja) et Minoru Inuzuka, d'après une histoire de Kan Shimozawa
- Photographie : Chikashi Makiura
- Montage : Hiroshi Yamada
- Décors : Seiichi Ōta
- Musique : Akira Ifukube
- Producteur : Ikuo Kubodera
- Société de production : Daiei
- Pays d'origine :  Japon
- Langue originale : japonais
- Format : couleur - 2,35:1 - son mono - 35 mm
- Genre : chanbara - jidaigeki
- Durée : 86 minutes (métrage : huit bobines - 2 353 m[4])
- Date de sortie :
  - Japon : 10 août 1963[4]

## Distribution
- Shintarō Katsu : Zatoïchi (Ichi)
- Miwa Takada : Onobu
- Tōru Abe : Tōkurō
- Sachiko Murase : Omaki
- Hiroshi Nawa : Kunisada Chūji